# سیسلند
سیسلند (به انگلیسی: Sisland) یک روستا و محله مدنی در بریتانیا است که در South Norfolk واقع شده‌است. سیسلند ۱٫۹۰ کیلومتر مربع مساحت و ۴۴ نفر جمعیت دارد.